# Montscheinspitze

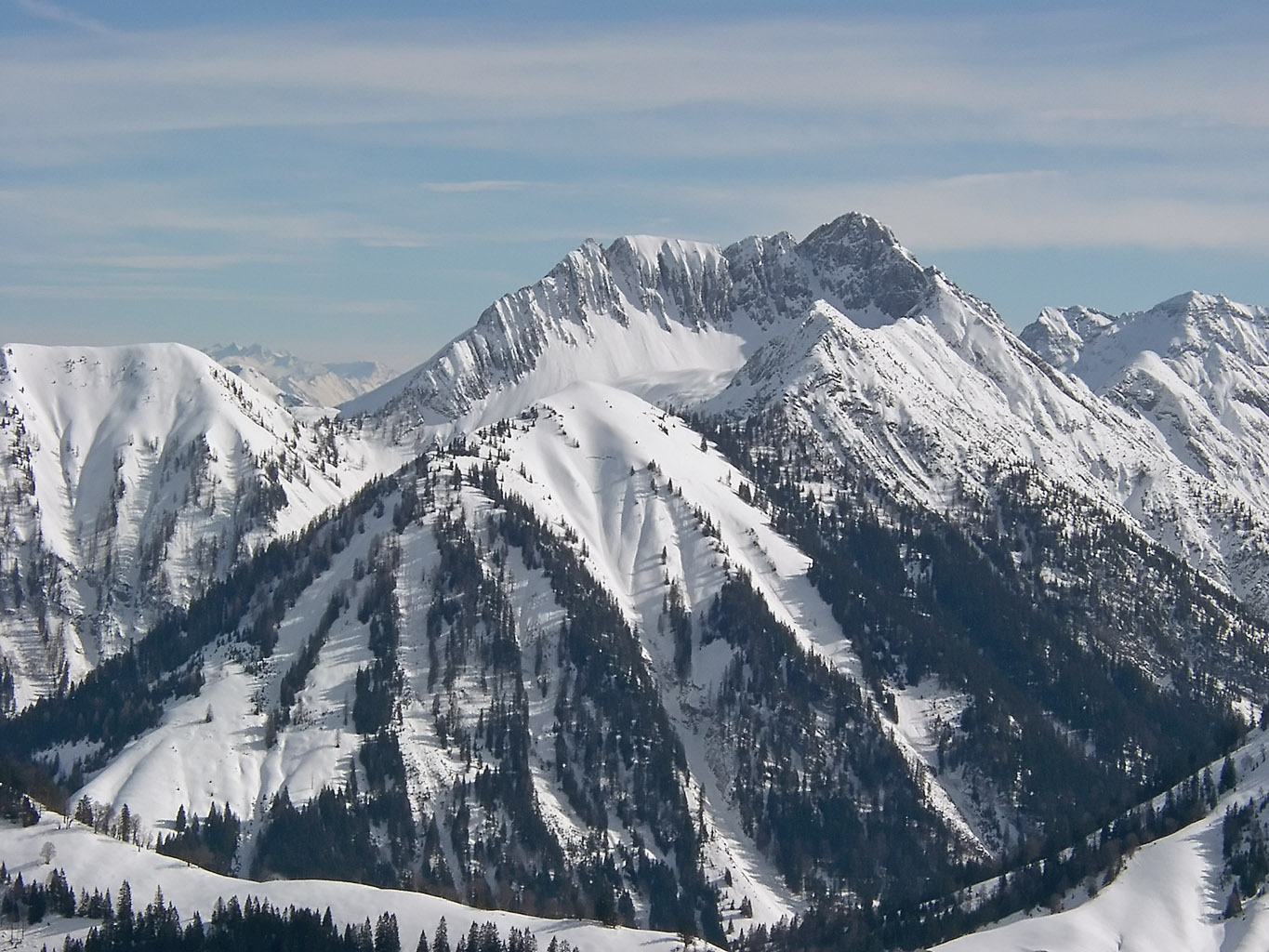
De Montscheinspitze in de winter

De Montscheinspitze of Mondscheinspitze is een 2106 meter hoge bergtop in het Karwendelgebergte in de Oostenrijkse deelstaat Tirol. Het is de hoogste bergtop van het Vorkarwendel, een deelketen van de Karwendel. De top is vanuit het oosten via Pertisau, Gerntal en Pletzachalm te bereiken. De zuidelijke beklimming leidt vanuit de Großen Ahornboden beginnend bij de Hagelhütten verder langs de Plumsjochhütte, over de Plumsjoch op 1921 meter hoogte en de Montscheinsenke naar de top. Beide beklimmingen zijn lastig en vereisen klimervaring.
In tegenstelling tot wat vermoed kan worden, is de naam van de berg niet afgeleid van het Duitse woord voor "maneschijn" (Mondschein). Men denkt dat de naam is afgeleid van het Reto-Romaanse monticinu, dat "kleine bergweide" betekent. Een andere verklaring luidt dat het gedeelte Mont het Reto-Romaanse woord voor berg is en de naam aldaar zijn oorsprong kent. Volgens anderen is de naam afgeleid van mantschen, wat "door elkaar mengen" betekent en wat zou terugleiden naar de bodemgesteldheid in het gebied.